# Anisomeridium robustum
Anisomeridium robustum är en lavart som beskrevs av Orange, Coppins & Aptroot. Anisomeridium robustum ingår i släktet Anisomeridium och familjen Monoblastiaceae.   Inga underarter finns listade i Catalogue of Life.